# Sindelfingen
Sindelfingen – miasto w Niemczech, w kraju związkowym Badenia-Wirtembergia, w rejencji Stuttgart, w regionie Stuttgart, w powiecie Böblingen. Leży ok. 2 km na północ od Böblingen. Jest największym miastem powiatu.
Nazwa jest pochodzenia alamańskiego i wywodzi się od imienia naczelnika klanu – Sindolfa.
W mieście ma swoją siedzibę firma Maybach, a fabrykę firma IBM. Sindelfingen było w 1980 roku gospodarzem halowych mistrzostw Europy w lekkoatletyce.

## Współpraca
Miejscowości partnerskie:
- Chełm, Polska od 2001
- Corbeil-Essonnes, Francja od 1958
- Dronfield, Wielka Brytania od 1971
- Győr, Węgry od 1987
- Sondrio, Włochy od 1962
- Szafuza, Szwajcaria od 1952
- Torgau, Saksonia od 1987

## Transport
Miasto leży przy autostradach A8, A81, drodze krajowej B464 i linii kolejowej InterCity Stuttgart - Singen (Hohentwiel).

## Osoby

### urodzone w Sindelfingen
- Gert Hummel – teolog

### związane z miastem
- Roland Emmerich – reżyser

## Galeria

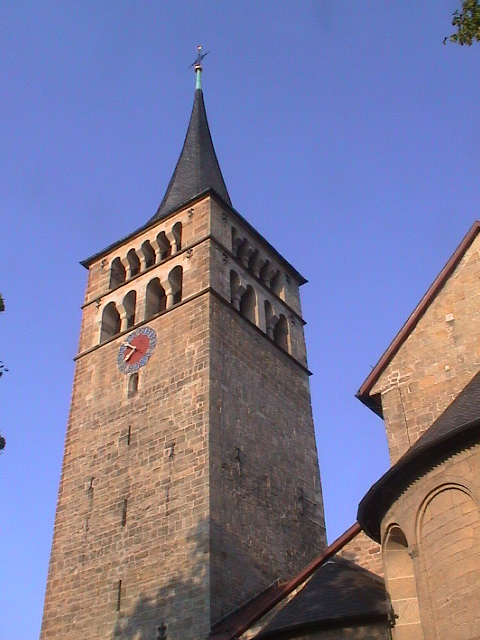
Kościół św. Marcina (St. Martin)
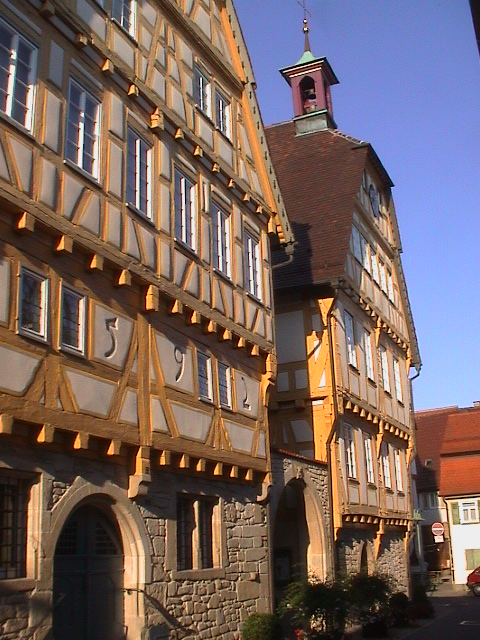
Stary ratusz, obecnie muzeum miejskie
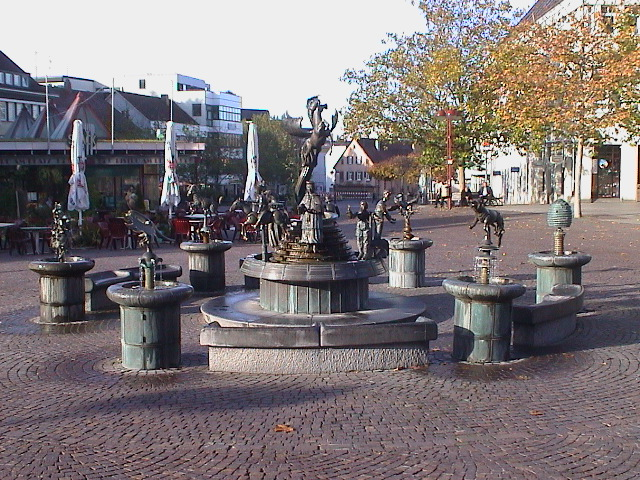
Fontanna na Rynku